# Закревская, Аграфена Фёдоровна
Графиня Аграфена Фёдоровна Закревская, урождённая графиня Толстая (1799/1800 — 6 декабря 1879) — известная красавица «золотого века», предмет увлечения и адресат стихов Е. А. Баратынского, А. С. Пушкина и П. А. Вяземского. Хозяйка подмосковной усадьбы Ивановское, куда в 1830-е годы съезжалась вся Москва.

## Биография
Дочь известного библиофила графа Федора Андреевича Толстого и Степаниды Алексеевны Толстой, внучки богатейшего золотопромышленника И. С. Мясникова. Аграфена была единственным ребёнком в семье и любимицей бабушки-староверки Аграфены Ивановны Дурасовой, в честь которой и получила своё имя. Она была избалована отцом, а сама безумно любила свою мать, которая была из числа русских барынь, державших мужа «под каблуком».
Родственные связи Аграфены были обширны: племянница московского богача Н. А. Дурасова, двоюродная сестра художника Ф. П. Толстого и двоюродная тётка писателям Л. Н. и А. К. Толстым; троюродная сестра княгини Е. И. Трубецкой.

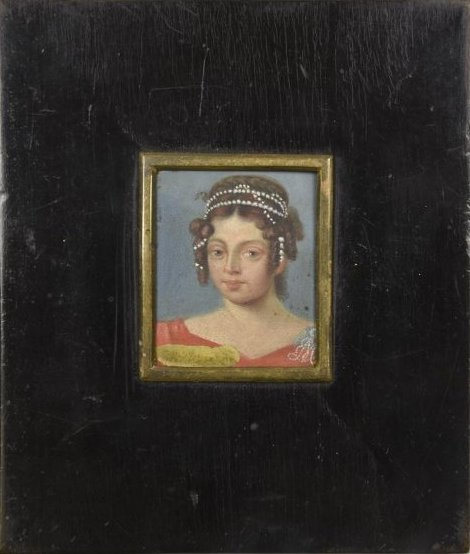
Миниатюрный портрет

Родители не смогли дать дочери хорошего образования, Грушенька росла в полном безделье, весь свой досуг она проводила за чтением французских романов. Став высокой, статной, смуглой красавицей, она порхала на балах с молодившимся отцом. Аграфена отличалась безграничной добротой, на вид капризная, была ветреного характера и хохотушкой, но её судорожное веселье быстро переходило в истерические рыдания.
24 сентября 1818 года Аграфена вышла замуж за 35-летнего А. А. Закревского, генерала без сколько-нибудь значительного состояния. Венчание было в Москве в Георгиевской церкви в бывшем Георгиевском монастыре. Их браку способствовал император, зная о недостаточности средств Закревского. По случаю их помолвки В. Л. Пушкин писал своему другу П. А. Вяземскому:
… Толстая, дочь Толстой Степаниды, сговорена за генерал-адъютанта Закревского и на днях получила вензель. Батюшка её назначил будущим новобрачным сто тысяч годового дохода. Закревский по-французски не говорит, и Фёдор Андреевич утверждает, что такой зять ему был и надобен.
Их брак нельзя было назвать счастливым, в доме не было спокойствия и благополучия. Через пять лет Аграфена Фёдоровна уехала за границу лечиться, и в свете не ждали её возвращения. А. Я. Булгаков писал:
Желаю, чтобы неправда была, что говорят о Грушеньке; но дело сбыточное: всё станется от этой избалованной ветреницы. Некому её унимать, а отец разве даст сам пример глупостям. И здесь так много о том же говорят, что я боюсь, чтобы не дошло до Арсения… Я слышал, что на бале во Флоренции Кобургский объявил, что не может уехать с ней в Ливорно; она упала в обморок и имела обычный припадок… Я не сомневаюсь в приезде Закревской, и то потому только, что графиня Нессельроде её видела в Вене на выезде. Авось и глупости все останутся за границею… Вчера еду ввечеру к Закревскому. Подъезжая к крыльцу, вижу множество разного рода дорожных экипажей. Только вхожу к Арсению — первый предмет, который я встретил, была его жена. Ты можешь себе представить радость Закревского. Аграфена Фёдоровна свежа, как розан, несколько подобрела: очень весела и довольна, что здесь. Такая же ветреница, говорит о 10 предметах в одно время…
В 1823 году она с мужем уехала в Финляндию, куда он был назначен генерал-губернатором. В Финляндии Аграфена дарила благосклонностью молодых людей, состоявших при муже, но особенным её благоволением пользовался граф Армфельдт. Увлечения её были так же часты, как быстры её разочарования. Своим «наперсником» она сделала Пушкина.

## Муза поэтов

### Баратынский
В 1824—1825 гг. унтер-офицер Евгений Баратынский состоял в Гельсингфорсе при корпусном штабе генерала А. А. Закревского. В это время он увлекался его супругой. Фигура Закревской преломилась прежде всего в образе Нины, главной героини поэмы «Бал». Любовными переживаниями навеяны такие его стихотворения, как «Мне с упоением заметным», «Фея», «Нет, обманула вас молва», «Оправдание», «Мы пьём в любви отраву сладкую», «Я безрассуден, и не диво…», «Как много ты в немного дней».

Порою ласковую Фею
Я вижу в обаянье сна,
И всей наукою своею
Служить готова мне она.
Душой обманутой ликуя,
Мои мечты ей лепечу я;
Но что же? странно и во сне
Непокупное счастье мне:
Всегда дарам своим предложит
Условье некое она,
Которым, злобно смышлёна,
Их отравит иль уничтожит…

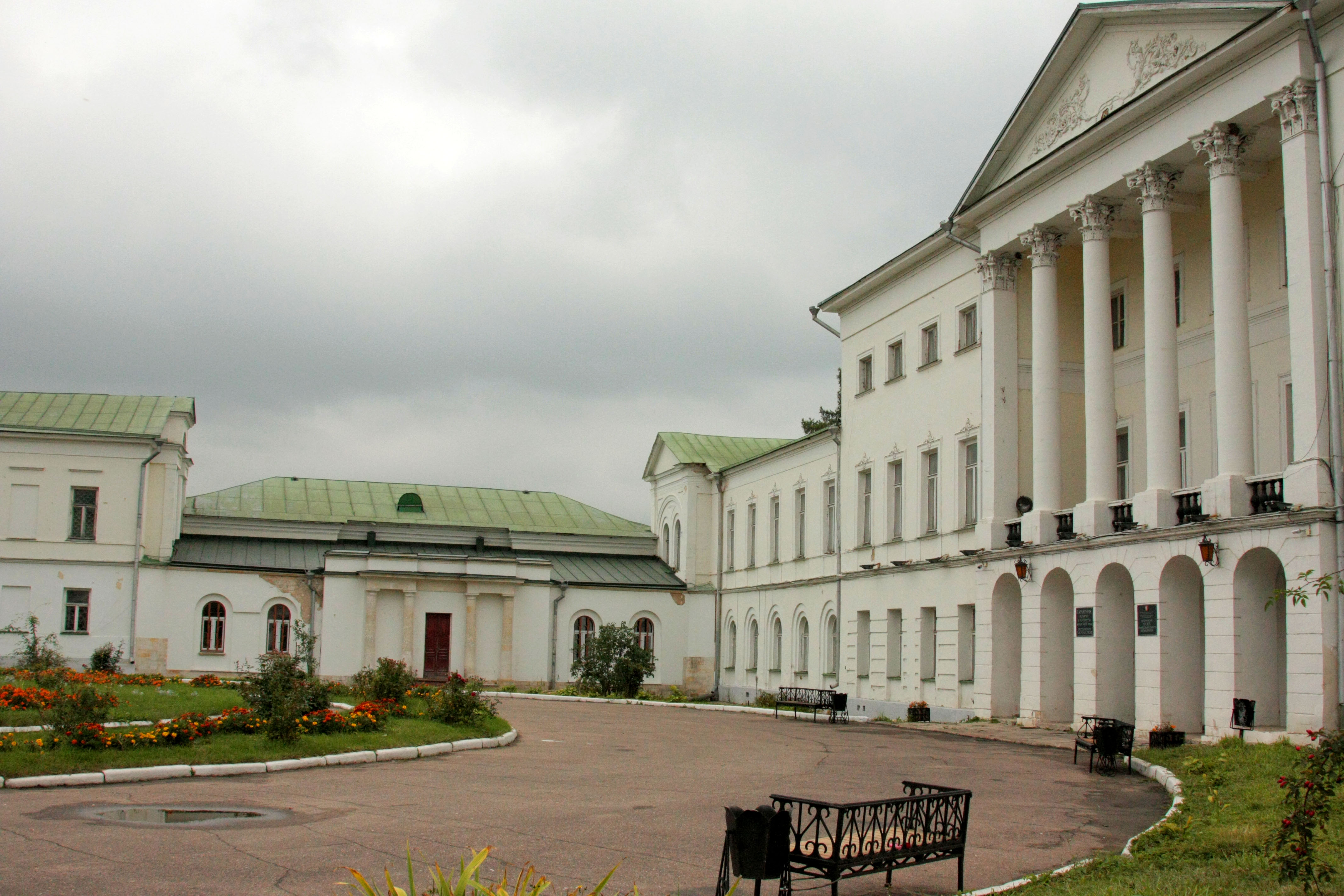
Ивановское — усадьба Закревской в границах современного Подольска

В письме к Путяте Баратынский пишет: «Спешу к ней. Ты будешь подозревать, что я несколько увлечён: несколько, правда; но я надеюсь, что первые часы уединения возвратят мне рассудок. Напишу несколько элегий и засну спокойно». И тут же писал: «Какой несчастный плод преждевременной опытности — сердце, жадное страсти, но уже неспособное предаваться одной постоянной страсти и теряющееся в толпе беспредельных желаний! Таково положение М. и моё».

### Пушкин
Частые встречи Пушкина и Закревской в петербургском свете относятся к 1828 году. Пушкин посвятил ей стихотворения: «Портрет» (со знаменитой характеристикой «как беззаконная комета в кругу расчисленном светил»), «Наперсник», «Когда твои младые лета» и «Счастлив, кто избран своенравно». По словам князя А. В. Мещерского, Закревская «была женщина умная, бойкая и имевшая немало приключений, которыми была обязана, как говорили, своей красоте». (Воспоминания, А. В. Мещерского, 1901, стр. 135)

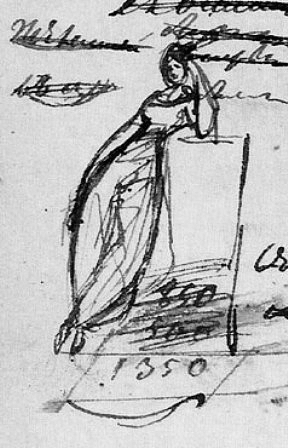
Рисунок А. С. Пушкина (1828) — Закревская А. Ф.

Пушкин посвятил ей в том числе следующие строки:

Твоих признаний, жалоб нежных
Ловлю я жадно каждый крик:
Страстей безумных и мятежных
Как упоителен язык!
Но прекрати свои рассказы,
Таи, таи свои мечты:
Боюсь их пламенной заразы,
Боюсь узнать, что знала ты.

В письме к П. А. Вяземскому от осени 1828 г. Пушкин пишет, что Закревская «произвела его в свои сводники». В бумагах поэта имеется сделанный в мае того же года рисунок-портрет Закревской, где воспроизведена поза графини с портрета работы Джорджа Доу.

## Последние годы жизни
В 1848 году на смену князю Щербатову император Николай I поставил градоначальником Москвы генерала Закревского. Пока Закревский наводил порядок, его красавица жена вела светскую жизнь. Аграфена Фёдоровна и здесь собирала около себя молодых людей, обязанных её покровительству служебными успехами у графа, ей приписывали самые рискованные приключения, она ничего не стеснялась. Москва веселилась на её балах и спектаклях у неё на даче Студенец и в Ивановском Подольского уезда, но её вечера в Москве не имели успеха. Московские дамы избегали её общества, что её, впрочем, мало огорчало. Аграфена Фёдоровна всегда любила только общество мужчин и не умела разговаривать с дамами.
Она была добра, хотела всем помочь, но часто в ущерб справедливости. Гонимые в то время старообрядцы благодаря ей находили в Закревском заступника перед самим Филаретом. Известна Аграфена Федоровна ещё и тем, что выписала в Россию из Франции особую породу собак — вандейских гриффонов, отличавшихся особой злобой и большими размерами, потому отлично гонявших волка. Потомство этих собак демонстрировалась на VI выставке Общества любителей породистых собак, в Петербурге, в 1893 году, под названием «французских брудастых гончих», и состояла из 12 собак. Но «за злобу» позднее всю эту породу «повывели».
После отставки в 1861 году Закревский с женой уехал во Флоренцию. После его смерти в 1865 году Аграфена Фёдоровна жила летом в Ливорно, а остальное время года — во Флоренции, где и умерла от разрыва сердца в декабре 1879 года. Погребена в усыпальнице рядом с мужем в имении Голочето в Монтемурло.

## Дети
У Закревских долгое время не было детей, что очень их огорчало.
- Лидия Арсеньевна (30.06.1826 — 1884), крестница императора Николая I. В январе 1847 года вышла замуж за Дмитрия Нессельроде (1816—1891), сына графа К. В. Нессельроде, но вскоре оставила его и уехала в Париж. В 1859 году при жизни первого мужа и без развода с ним стала женой князя Д. В. Друцкого-Соколинского. Их брак был признан незаконным по определению св. Синода.
- Ольга Арсеньевна (07.03.1833 — 23.05.1833)

## Награды
В 1826 году пожалована орденом Святой Екатерины II степени (малого креста). Девиз ордена «За любовь и Отечество». Этим орденом награждали придворных дам за благотворительные дела. Она много занималась благотворительностью, долгое время состояла начальницей Московских детских приютов. (см. статью: Список награждённых малым крестом ордена Святой Екатерины)